# Socha svatého Jana Nepomuckého (Žerotínovo náměstí, Třebíč)
Socha svatého Jana Nepomuckého je socha na Žerotínově náměstí v Třebíči, stojící v těsné blízkosti Podklášterského mostu. Od roku 1968 je chráněna jako kulturní památka.

## Historie

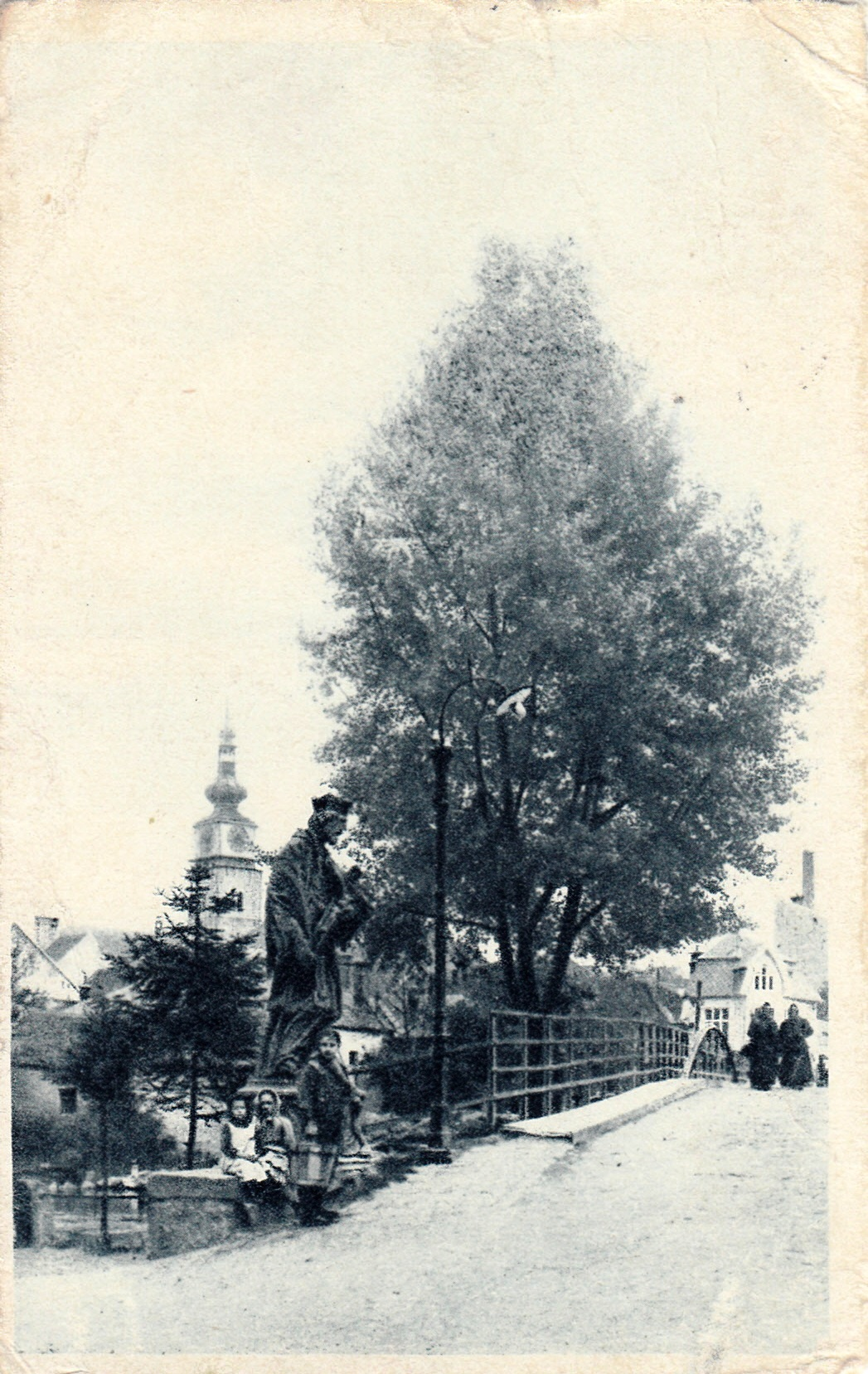
Pohled na sochu (okolo roku 1920)

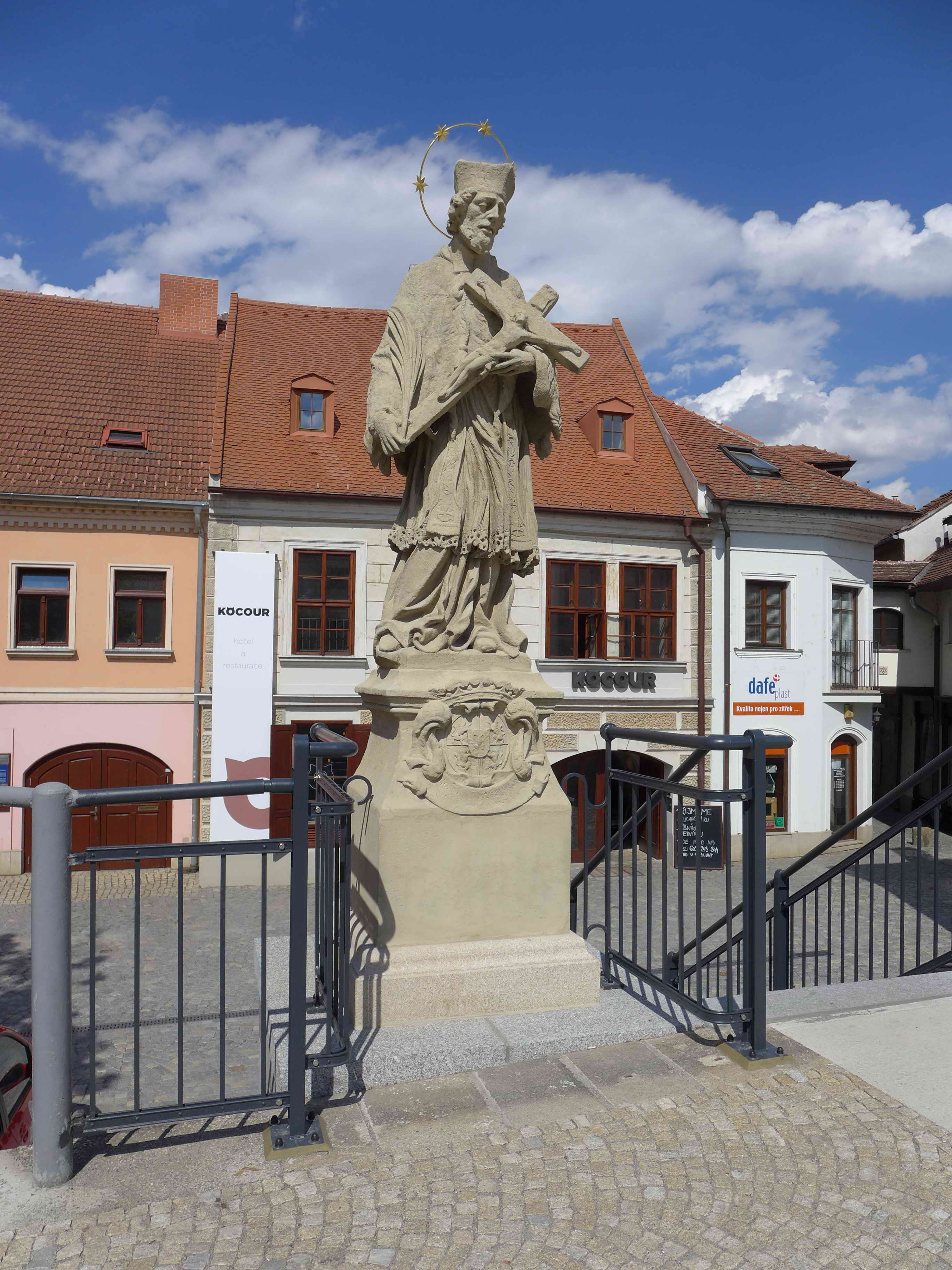
Socha po stavbě nového Podklášterského mostu (2017)

Socha pochází z roku 1704, jejím autorem je pravděpodobně Štěpán Pagan. Socha zobrazující sv. Jana Nepomuckého byla v letech 2017–2021 rekonstruována, v roce 2021 výrazně komplexněji. V tomto roce byla socha sv. Jana Nepomuckého sundána a odeslána na komplexní restauraci do ateliéru Jana Vodáčka, v roce 2022 měla být opravená socha vrácena zpět na Podklášterský most. Nakonec byla socha na své místo vrácena v červenci roku 2023, mimo jiné byl odstraněn původní tmel a beton, který zakrýval obličej a detaily sochy.

## Popis
Na čtvercové základně čtyřboký sokl v horní části se zužující. Na přední straně reliéfní kartuš s erbem a nápisy. Sokl je ukončen profilovanou římsou nad erbem mírně tvarovanou. Na ní je čtvercová deska, na které je již umístěna samotná socha. Pravé koleno je lehce vytlačeno, Jan Nepomucký je oblečen v kanovickém rouchu a na hlavě má biret. Levá ruka je pokrčená a v náručí drží kříž s korpusem. V pravé ruce drží socha břevno a mučednickou ratolest. Hlavu má mírně skloněnu a pootočenou k levému rameni.